# Estación Avestruz
Avestruz era una estación de ferrocarril ubicada en el paraje rural del mismo nombre, Partido de Adolfo Alsina, Provincia de Buenos Aires, Argentina.

## Servicios
Pertenece al Ferrocarril Domingo Faustino Sarmiento en su ramal entre Darregueira hasta Alpachiri y Remecó.
No presta servicios de pasajeros desde 1978, sin embargo por sus vías corren trenes de carga, a cargo de la empresa FerroExpreso Pampeano.